# 邦達里夫卡 (薩赫諾夫希納區)
49°4′16″N 36°4′6″E / 49.07111°N 36.06833°E
邦達里夫卡（烏克蘭語：Бондарівка），是烏克蘭東部的村莊，隸屬哈爾科夫州的別列斯京區。該村始建於1870年，面積0.52平方公里，海拔高度155米，2001年人口418，人口密度每平方公里803.9人。